# Lismore Castle
Lismore Castle (irsk: Caisleán an Lios Mhóir) er en borg, der ligger i byen Lismore, County Waterford i Irland. Den har tilhørt jarlerne af Desmond og efterfølgende Cavendish-familien fra 1753 og fremefter. Det er i dag hjem for hertugen af Devonshire, når de er i Irland. Størstedelen af byningen blev genopført i gotisk stil i midten af 1800-tallet til 6. hertug af Devonshire.